# Alejandro Tabilo
Alejandro Tabilo Álvarez (Toronto, 2 de junio de 1997) es un tenista chileno. Ha ganado dos títulos del ATP Tour en la categoría 250, seis títulos en el ATP Challenger Tour y ha alcanzado las semifinales de un torneo Masters 1000. Su mejor ranking en individuales ha sido el puesto n.º 19, logrado el 1 de julio de 2024. También ha obtenido un título ATP 250 en dobles. 

## Vida personal
Nació en Toronto, Canadá, el 2 de junio de 1997. Sus padres son chilenos: su padre, Ricardo, oriundo de Antofagasta, se radicó en Norteamérica en 1988, donde conoció a su esposa María, natural de San Felipe. Tras obtener la doble nacionalidad, viajó por primera vez a Santiago a los 18 años para competir, aprovechando la oportunidad para conocer el país. Decidió quedarse un año, siendo acogido por Julio Rueda y Patricia Farías, un matrimonio que lo acompañó en su acercamiento a la cultura chilena. A los 19 años se radicó definitivamente en Chile, aunque siempre había soñado con representar al país de sus padres.

## Trayectoria deportiva

### Inicios
Se formó en la academia IMG de Nick Bollettieri en Estados Unidos entre 2011 y 2015. Ganó el torneo Orange Bowl sub-16 en dobles en 2012.
Durante 2018 sufrió de problemas de sobrepeso, llegando a pesar casi 100 kilos y padeciendo dolores lumbares. Ello le impidió alcanzar victorias en el circuito e hizo que su clasificación ATP estuviese alrededor del lugar 800. Más adelante durante el mismo año, bajó de peso bruscamente hasta alcanzar los 65 kilos, teniendo una forma física de extrema delgadez para el deporte profesional, impidiéndole competir y teniendo que parar por cuatro meses, para ponerse a punto físicamente. Luego de una intensa preparación, logró estabilizarse en torno a los 75 kilos y volver a competir dando inicio a su exitosa temporada 2019.
En 2019, en vísperas de la realización de la competencia de Copa Davis por el Grupo Mundial, fue convocado por primera vez por el equipo chileno, y disputó el encuentro de dobles junto con Tomás Barrios contra Alemania. Finalmente, el encuentro terminaría con una derrota por 7-6(3) y 6-3.

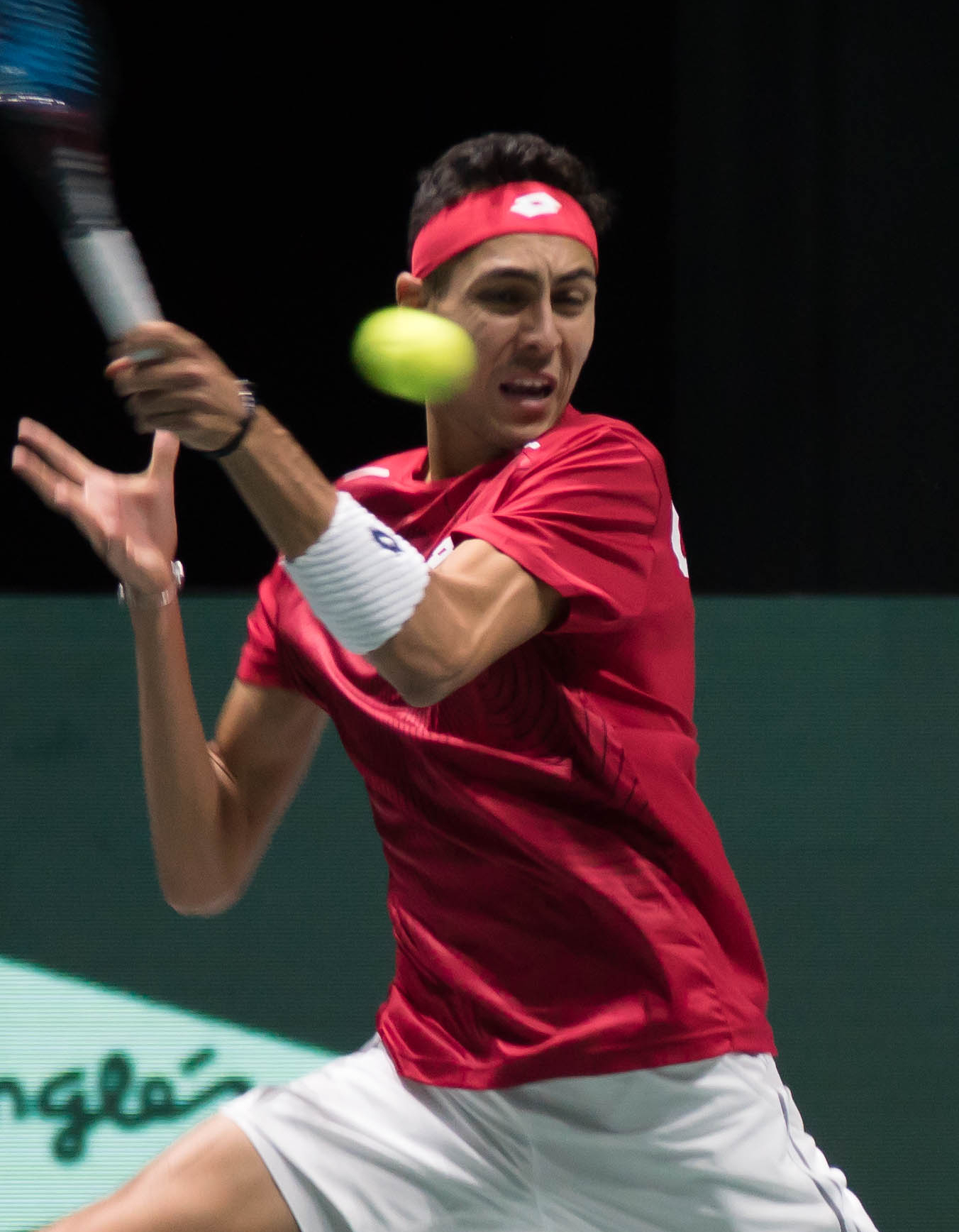
Tabilo en la Copa Davis 2019

### 2020 & 2021: Primer título Challenger e ingreso al Top 200
A principios de 2020 consiguió ser parte de la nómina del equipo de Chile en la primera edición de la Copa ATP 2020, disputada en Australia, junto a jugadores como Nicolás Jarry y Christian Garín. El equipo no logró avanzar a la segunda ronda del torneo, pero logró ser partícipe del partido de dobles que se jugó en la fase de grupos contra Serbia, logrando uno de sus primeros triunfos ATP a nivel de dobles, junto a su compatriota Nicolás Jarry. El resultado fue 6-3 y 7-6(2), frente a la dupla compuesta por Viktor Troicki y Nikola Čačić.
Tras la participación en la Copa ATP, Tabilo y su entrenador se mantuvieron en Oceanía para disputar la clasificación para el primer torneo Grand Slam de la temporada, el Abierto de Australia. Logró superar la primera ronda de la fase de clasificación tras derrotar al español Bernabé Zapata por 6-7/6-2/6-3. En segunda ronda venció al ucraniano Sergui Stajovski por 2-6/6-2/6-3. Luego, en la última ronda clasificatoria, superó con comodidad al italiano Matteo Viola por 6-2 y 6-3. Con estos resultados logró avanzar al cuadro principal de la competición. El sorteo lo puso en frente de otro jugador sudamericano clasificado desde la fase de clasificación, el colombiano Daniel Elahi Galán, a quien derrotó en un partido de más de 3 horas de juego por parciales de 4-6/6-4/6-4/6-7(6-8) y 6-4. De esta manera, Tabilo alcanzó su primera victoria en un torneo Grand Slam. Posteriormente, caería derrotado en segunda ronda ante John Isner.
En el Challenger de Aix en Provence, Tabilo logra su mejor victoria hasta el momento derrotando en cuartos de final a Marco Cecchinato N.º 108 del escalafón y N.º 16 en 2019. Caería en semifinales ante Thiago Seyboth Wild por parciales de 7-6(4) y 6-3. Posteriormente tendría que operarse de urgencia de apendicitis por lo que se perdería participar en la fase de clasificación de Roland Garros.
En el Masters 1000 de Indian Wells 2021 derrotó a Denis Kudla en primera ronda luego de superar la fase de clasificación, logrando así su primera victoria en torneos Masters 1000.

### 2022: Primera final ATP, Top 70 y No.1 de Chile
Durante el primer semestre mostró una gran mejora en su juego, logrando resultados positivos. El 6 de febrero de 2022 alcanza su primera final de un torneo ATP, perdiendo ante Albert Ramos en el torneo de Córdoba, Argentina.
Alejandro continuó con logros históricos en su carrera, y a principios del mes de abril entró por primera vez al top 100 del ranking ATP, ubicándose coincidentemente en el puesto 100.
En el mes de mayo logró clasificar por primera vez de forma directa a un Grand Slam, entrando por tabla clasificatoria al cuadro principal de Roland Garros. Horas antes de su debut, Alejandro anunció su baja del torneo debido a una lesión en su brazo izquierdo tras una fractura, que pese a ver mejoras al respecto, su equipo médico le habría recomendado no jugar. En noviembre tiene programada una exhibición ante Rafael Nadal en Chile.

### 2023: Octavos en el Masters de Indian Wells y títulos en Challengers

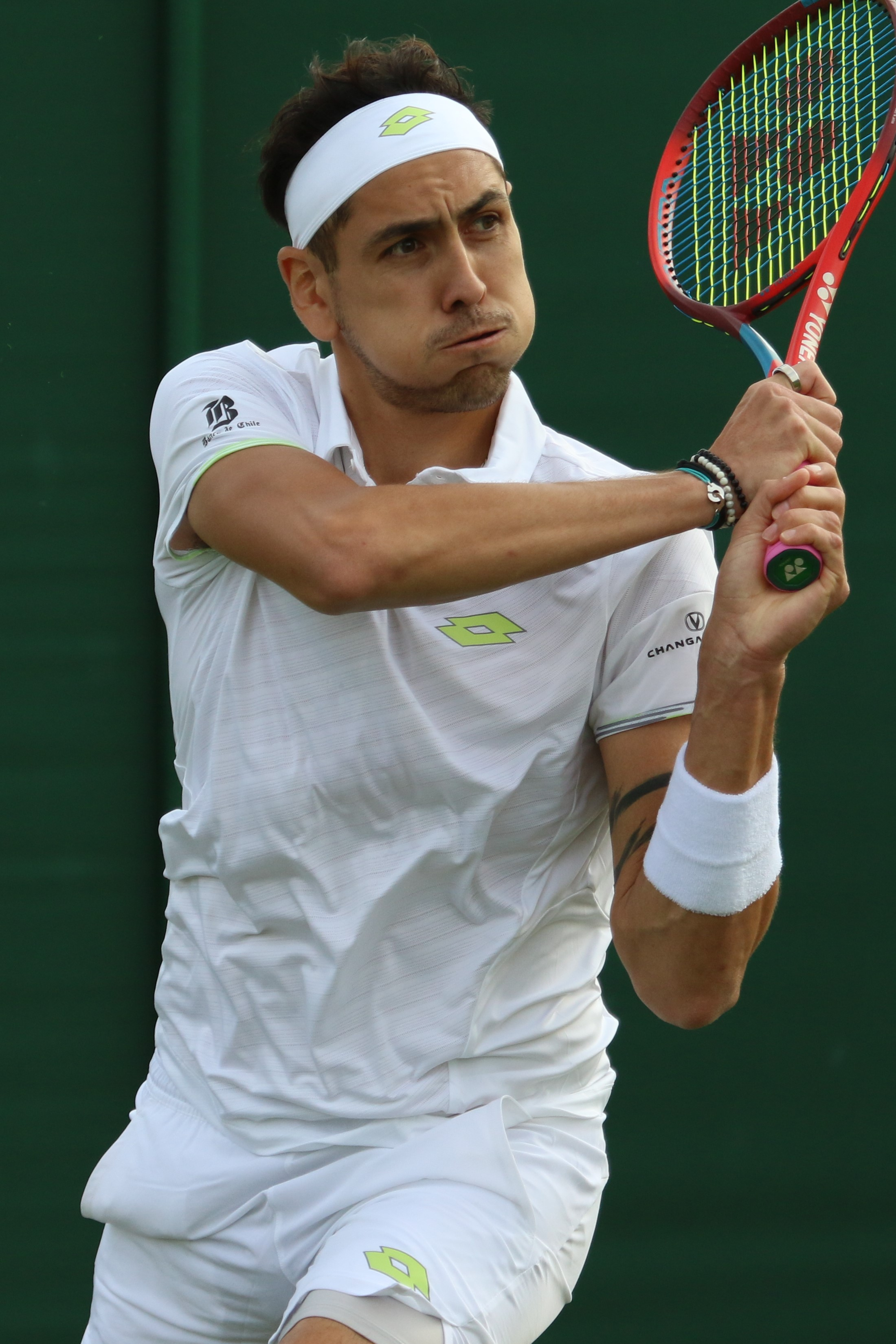
Tabilo en Wimbledon 2023

Comienza la temporada con malos resultados en la gira latinoamericana, siendo derrotado en la primera ronda de Córdoba ante Federico Delbonis y también en Santiago ante Jaume Munar. En el primer Masters 1000 de la temporada, Indian Wells, logra superar la clasificación y derrotar a Maximilian Marterer, Maxime Cressy, Jordan Thompson para llegar por primera vez a los octavos de final de este tipo de torneos, donde finalmente fue derrotado por Frances Tiafoe.
El 13 de mayo, Alejandro conquista su segundo título a nivel Challenger, en Francavilla, Italia, batiendo al francés Paire (ex-18° del mundo) por 6-1, 7-5.
El 9 de julio gana su tercer challenger, esta vez en Karlsruhe, Alemania, en una final marcada por el infortunio de su contrincante, el italiano Zeppieri, quien se lesionó casi al inicio del segundo set (1-0 para Tabilo) teniendo el primer set a favor (6-2), esto por una caída tras atascársele el pie en la arcilla, no pudiendo continuar jugando.

### 2024: Dos títulos ATP 250, semis en el Masters 1000 de Roma y Top 20

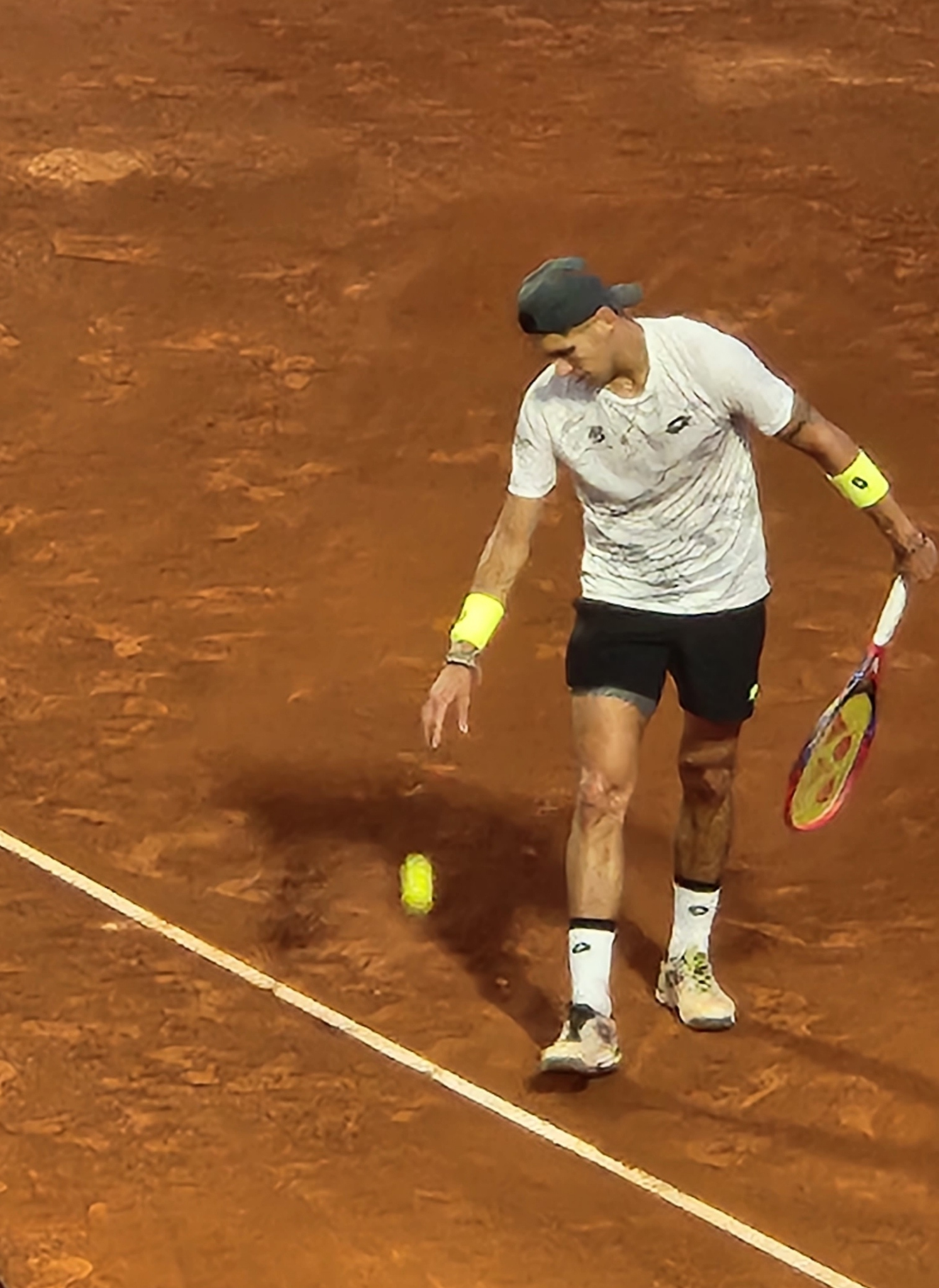
Tabilo en el Chile Open 2024 donde alcanzó la final

Inicialmente fue considerado para formar parte del equipo chileno que participaría en la United Cup 2024, sin embargo decidió restarse del torneo para enfocarse en el término de su pretemporada y en su participación en la fase de clasificación del ATP 250 de Auckland, donde lograría posteriormente acceder al cuadro principal. El 13 de enero se consagró campeón de dicho torneo al derrotar al japonés Taro Daniel por 6-2, 7-5; obteniendo así el primer título ATP de su carrera,y permitiéndole ingresar por primera vez al Top 50 del ranking ATP, escalando 33 puestos y quedando en la 49° posición a partir del lunes 15 de enero.
El 2 de marzo logra su primer título ATP en dobles en el Abierto de Chile junto a su compatriota Tomás Barrios, venciendo por 6-2, 6-4 a la dupla conformada por el chileno Matías Soto y el brasileño Orlando Luz. Al día siguiente disputó la final de individuales ante Sebastián Báez, cayendo por parciales de 6-3, 0-6 y 4-6. En dicho torneo logró asegurar su ingreso al Top 40 del ranking ATP, lo cual se materializó el 4 de marzo, ubicándose en la 39° posición.
Luego de titularse campeón en el Challenger de Aix-en-Provence, derrotando con comodidad a Jaume Munar con un 6-2 6-3, inicia su participación en el Masters 1000 de Roma. En segunda ronda vence al difícil alemán Yannick Hanfmann en sets corridos, y el 12 de mayo, logra la mejor victoria de su carrera, al derrotar por contundentes 6-2 y 6-3 al número 1 el ránking ATP, Novak Djokovic. En octavos derrota a otro rival de élite, Karen Khachanov en sets corridos, y en cuartos de final al chino Zhizhen Zhang, sin perder sets y alcanzando la semifinal. En esta oportunidad logró el primer set por un excelente 6-1 sin embargo Alexander Zverev, número 6 del mundo, logra dar vuelta el resultado y eventualmente ganar el torneo al finalista Nicolás Jarry. De esta manera Tabilo alcanza su mejor ránking en el puesto No. 24 el 27 de mayo. Con altas expectativas llega a disputar su primer Roland Garros, sin embargo fue derrotado en primera ronda ante Zizou Bergs, luego de perder 6 puntos de set en el segundo set habiendo ganado el primero. Posteriormente señaló que sufrió de un gran dolor de cabeza desde el segundo set.
En el Torneo de Mallorca, derrotó a Aleksandr Shevchenko, Jakub Menšík, y en semifinales al legendario francés Gael Monfils en el tie break del tercer set, para así alcanzar la final ante el austriaco Sebastian Ofner a quien venció en sets corridos, transformándose así en el primer chileno en la historia en ganar un torneo ATP en césped y además ingresando al Top 20 de la clasificación ATP, desplazando a Jarry como No. 1 de Chile.
En Wimbledon venció al local Dan Evans en sets corridos en su estreno. Luego enfrentó a Flavio Cobolli ganando los dos primeros sets, sin embargo llevado a un quinto set donde logró llevarse la victoria en casi 4 horas de dura batalla. En tercera ronda se enfrentó a Taylor Fritz ante quien perdió en tres sets, frenando también una brillante racha de 6 victorias consecutivas en hierba.

## Copa Davis
Debutó en esta competición en noviembre de 2019 contra Alemania, con una derrota en dobles junto a Marcelo Tomás Barrios Vera por 7-6 y 6-3 ante Kevin Krawietz y Andreas Mies.
De momento lleva 10 nominaciones al Equipo de Copa Davis de Chile, habiendo jugado 21 partidos, con 9 victorias (5 en individuales y 4 en dobles) y 12 derrotas (6 en individuales y 6 en dobles).

### 2020
Tuvo que afrontar las clasificatorias de marzo de 2020 únicamente con la compañía de Barrios Vera, dadas la lesión de Garín y la suspensión de Jarry, lo cual mermó las posibilidades del equipo chileno de quedarse con la llave ante Suecia, la cual se jugó en Estocolmo, resultando vencedor en el segundo punto, jugado ante Elias Ymer (6-4 y 6-3), lo cual terminaría sirviendo de nada, dadas las derrotas en el primer partido; en el partido de dobles (derrota junto a Barrios Vera ante Markus Eriksson y Robert Lindstedt por doble 6-4); y en el cuarto partido, donde Tabilo caería ante Mikael Ymer por 3-6, 7-5 y 6-3. Lo anterior inclinó el marcador 3-1 a favor de los locales y relegó al equipo chileno al Grupo Mundial I, a jugarse en septiembre del año siguiente.

### 2021
Fue nominado para jugar el Grupo Mundial I ante Eslovaquia en septiembre de 2021, serie que terminó en derrota para el equipo chileno por 3-1. A Tabilo le correspondió jugar el partido de dobles junto a Barrios Vera, cayendo ante la dupla eslovaca conformada por Polášek y Zelenay por parciales 6-1 y 7-6(4). Con esto, Chile debió jugar ante Eslovenia por los play-offs para permanecer en el Grupo Mundial I en marzo del año siguiente.

### 2022
Los play-offs se disputaron en marzo de 2022, y por sorteo a Chile le tocó enfrentar a Eslovenia. A Tabilo le tocó jugar el partido de dobles junto a Barrios Vera ante Dominko y Rola, obteniendo una victoria por 6-2 y 6-3, en una serie que posteriormente cerraría la victoria de Fernández Flores sobre Dominko, dejando un resultado positivo para Chile de 4-0, confirmando el favoritismo sobre Eslovenia en el Club Unión de Viña del Mar.
Participó en la fecha correspondiente al Grupo Mundial I contra Perú, disputada en Lima los días 17 y 18 de septiembre. El día 17, -ante la ausencia de Garín por lesión- Tabilo derrota a Nicolás Álvarez en el primer partido de individuales por 6-2 y 6-4, mientras que Jarry caería ante Juan Pablo Varillas por 7-6, 1-6 y 6-4. El 18 de septiembre, Jarry -ante la ausencia de Barrios Vera debido a una cirugía- y el propio Tabilo disputaron el partido de dobles ante Galdós y Huertas del Pino, con un triunfo categórico de los chilenos por 6-4 y 6-2, desequilibrando a su favor el marcador global que quedaba hasta ese momento en 2-1 para los chilenos. El cuarto punto, disputado entre Varillas y Tabilo, fue una victoria para el peruano en tres sets, dejando la serie nuevamente igualada, recayendo en Jarry la responsabilidad de ganar la serie por el paso a la fase clasificatoria de febrero de 2023. En el quinto punto, Nicolás Jarry venció sin problemas a Álvarez por un contundente 6-3 y 6-0, definiendo así la serie en favor de Chile.

### 2023
Participó en el punto de dobles en la victoria 3-1 contra Kazajistán, junto a Barrios Vera ante Golubev y Nedovyesov (especialistas en dobles; 48°D y 65°D en ese momento), dejando la serie desequilibrada 2-1 en favor de Chile, que sería sucedida por la victoria de Garín ante Búblik por parciales 6-4, 3-6 y 6-3, resultado que selló la clasificación de Chile a las Finales.
Fue nominado para disputar la fase de grupos de las finales en septiembre, jugando junto a Barrios Vera los partidos de dobles. La dupla chilena venció a la pareja de Suecia (Filip Bergevi y André Göransson) por 6-4 y 7-5, y cayó ante las parejas de Italia (Lorenzo Musetti y Lorenzo Sonego) por 7-6(3), 3-6 y 6-7(2), y Canadá (Alexis Galarneau y Vasek Pospisil), por 3-6 y 6-7(7), en esta serie jugó el primer punto de singles ante Galerneau, siendo derrotado por este último por 6-3 y 7-6(5). El equipo chileno solo logró ganar la serie ante Suecia y no pudo clasificar a la última fase disputada en noviembre.

### 2024
Jugó la serie clasificatoria a la fase final frente a Perú, disputada en el Court Central Anita Lizana sobre pista dura. En total, Tabilo disputó tres partidos; abrió la serie el día 3 de febrero derrotando categóricamente a Varillas por 4-6, 6-2 y 6-1. El domingo 4 de febrero fue derrotado en el punto de dobles junto a Barrios Vera ante los hermanos Arklon y Conner Huertas del Pino por 5-7 y 3-6, lo cual dejó la serie a favor de los peruanos tras la sorpresiva derrota de Jarry, por entonces 20° del ranking ATP ante Buse, 438° en ese momento, quien termina llevándose el partido por 6-2, 2-6 y 6-3 el día anterior. Fue el propio Tabilo quien debió cerrar la serie definiendo ante el propio Buse, a quien derrotó por 2-6, 6-3 y 6-2, dejando la serie resuelta a favor de Chile luego de que Jarry lograra la paridad al derrotar sin contratiempos a Varillas en dos sets.

## Estilo de juego

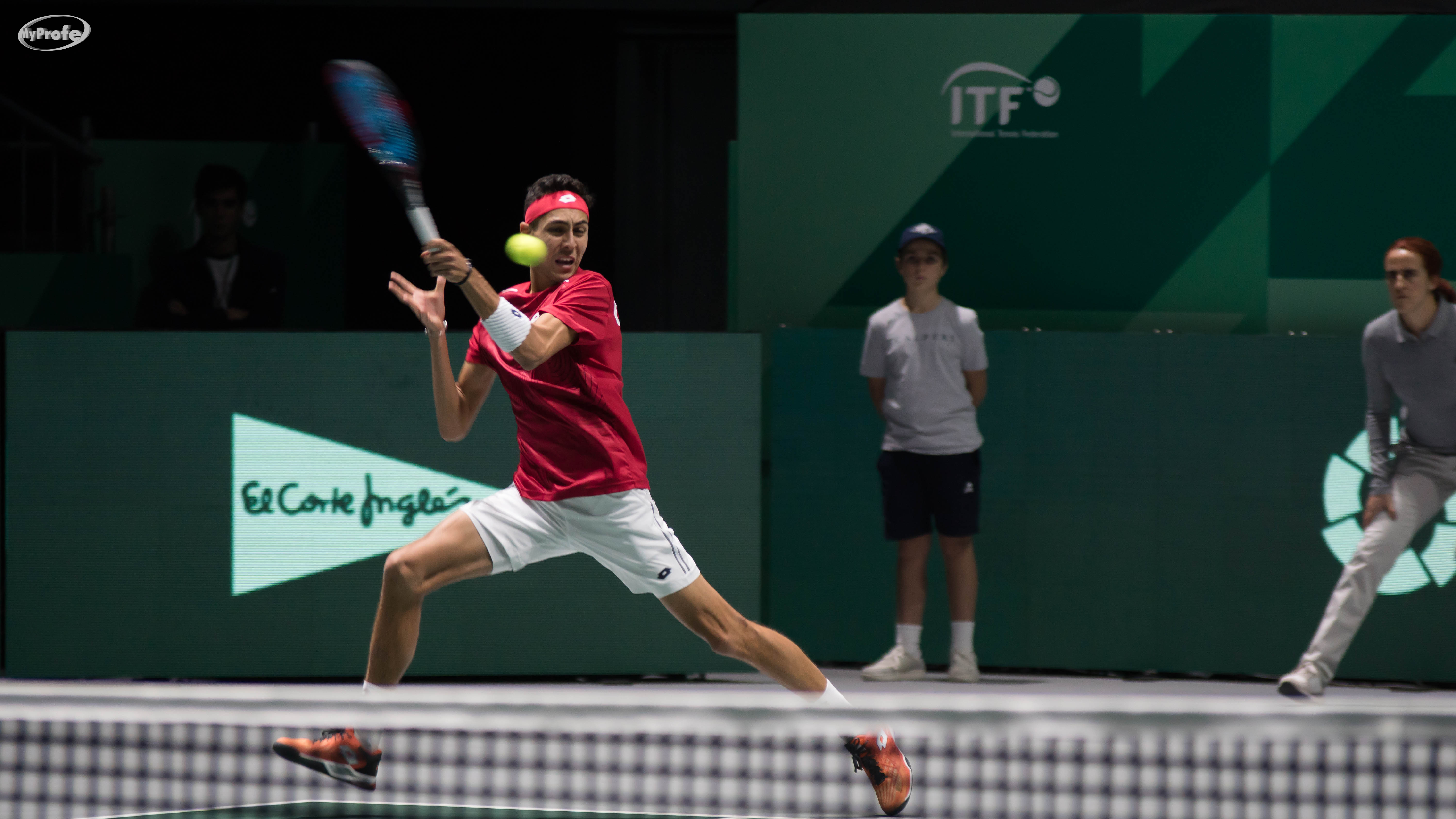
Tabilo ejecutando un «derechazo paralelo invertido» en la Copa Davis de 2019.

Su máximo ídolo desde la infancia ha sido Rafael Nadal. Otro referente es Fernando González. Su entrenador fue Guillermo Gómez entre 2018 y 2024, compartido con Tomás Barrios y Gonzalo Lama. Emplea una raqueta del modelo Yonex VCore 98 con un patrón de encordado de 16x19, que lleva cuerdas Yonex Polytour Spin —de forma pentagonal que favorece los efectos— con una tensión de 23 kilos. Es zurdo con revés a dos manos y prefiere las canchas con superficie de arcilla de polvo de ladrillo. Ha sido elogiado por los alguna vez líderes en la Clasificación de la ATP individual: Boris Becker y Rafael Nadal. En el Circuito de la ATP, su bestia negra es Taylor Fritz (0-4).

## Títulos ATP (3; 2+1)

### Individual (2)
| Leyenda                         |
| Grand Slam (0)                  |
| ATP Wourld Tour Finals (0)      |
| ATP World Tour Masters 1000 (0) |
| ATP World Tour 500 (0)          |
| ATP World Tour 250 (2)          |

| N.º | Fecha               | Torneo   | Superficie | Oponente en la final | Resultado |
| --- | ------------------- | -------- | ---------- | -------------------- | --------- |
| 1.  | 13 de enero de 2024 | Auckland | Dura       | Taro Daniel          | 6-2, 7-5  |
| 2.  | 29 de junio de 2024 | Mallorca | Hierba     | Sebastian Ofner      | 6-3, 6-4  |

#### Finalista (2)
| N.º | Fecha                | Torneo   | Superficie    | Oponente en la final | Resultado     |
| --- | -------------------- | -------- | ------------- | -------------------- | ------------- |
| 1.  | 6 de febrero de 2022 | Córdoba  | Tierra batida | Albert Ramos         | 6-4, 3-6, 4-6 |
| 2.  | 3 de marzo de 2024   | Santiago | Tierra batida | Sebastián Báez       | 6-3, 0-6, 4-6 |

### Dobles (1)
| Leyenda                         |
| ------------------------------- |
| Grand Slam (0)                  |
| ATP World Tour Finals (0)       |
| ATP World Tour Masters 1000 (0) |
| ATP World Tour 500 (0)          |
| ATP World Tour 250 (1)          |

| N.º | Fecha              | Torneo   | Superficie    | Pareja        | Oponentes en la final   | Resultado |
| --- | ------------------ | -------- | ------------- | ------------- | ----------------------- | --------- |
| 1.  | 2 de marzo de 2024 | Santiago | Tierra batida | Tomás Barrios | Orlando Luz Matías Soto | 6-2, 6-4  |

#### Finalista (1)
| N.º | Fecha               | Torneos  | Superficie | Pareja        | Oponentes en la final       | Resultado |
| --- | ------------------- | -------- | ---------- | ------------- | --------------------------- | --------- |
| 1.  | 29 de junio de 2024 | Mallorca | Hierba     | Diego Hidalgo | Julian Cash Robert Galloway | 4-6, 4-6  |

## Títulos ATP Challenger (6; 6+0)

### Individuales (6)
| N.° | Fecha                   | Torneo                        | Superficie | Oponente en la final | Resultado      |
| --- | ----------------------- | ----------------------------- | ---------- | -------------------- | -------------- |
| 1.  | 7 de noviembre de 2021  | Challenger de Guayaquil       | Arcilla    | Jesper de Jong       | 6-1, 7-5       |
| 2.  | 14 de mayo de 2023      | Challenger de Francavilla     | Arcilla    | Benoît Paire         | 6-1, 7-5       |
| 3.  | 9 de julio de 2023      | Challenger de Karlsruhe       | Arcilla    | Giulio Zeppieri      | 2-6, 1-0, ret. |
| 4.  | 5 de noviembre de 2023  | Challenger de Guayaquil (2)   | Arcilla    | Daniel Elahi Galán   | 6-2, 6-2       |
| 5.  | 26 de noviembre de 2023 | Challenger de Brasilia        | Dura       | Román Burruchaga     | 6-3, 7-66      |
| 6.  | 5 de mayo de 2024       | Challenger de Aix-en-Provence | Arcilla    | Jaume Munar          | 6-3, 6-2       |

#### Finalista (4)
| N.° | Fecha                   | Torneo                        | Superficie | Oponente en la final | Resultado      |
| --- | ----------------------- | ----------------------------- | ---------- | -------------------- | -------------- |
| 1.  | 1 de agosto de 2021     | Challenger de Lexington       | Dura       | Jason Kubler         | 5-7, 7-62, 5-7 |
| 2.  | 28 de noviembre de 2021 | Challenger de Puerto Vallarta | Dura       | Daniel Altmaier      | 3-6, 6-3, 3-6  |
| 3.  | 13 de marzo de 2022     | Challenger de Santiago        | Arcilla    | Hugo Dellien         | 3-6, 6-4, 4-6  |
| 4.  | 23 de abril de 2023     | Challenger de Florianópolis   | Arcilla    | Tomás Barrios        | 4-6, 4-6       |

## Títulos enFutures(8; 3+5)

### Individuales (3)
| N.º | Fecha                   | Torneo        | Superficie | Oponente en la final    | Resultado     |
| --- | ----------------------- | ------------- | ---------- | ----------------------- | ------------- |
| 1.  | 11 de diciembre de 2016 | Santiago      | Arcilla    | Genaro Alberto Olivieri | 6–4, 4–6, 6–3 |
| 2.  | 9 de diciembre de 2018  | Santo Domingo | Dura       | José Olivares           | 6–3, 6–3      |
| 3.  | 24 de febrero de 2019   | M25 Aktobé    | Dura (i)   | Niels Lootsma           | 6–3, 6–4      |

### Dobles (5)
| N.º | Fecha                   | Torneo    | Superficie | Pareja                 | Oponentes en la final              | Resultado             |
| --- | ----------------------- | --------- | ---------- | ---------------------- | ---------------------------------- | --------------------- |
| 1.  | 11 de diciembre de 2016 | Santiago  | Arcilla    | Jorge Montero          | Jorge Aguilar Víctor Núñez         | 6–3, 6–4              |
| 2.  | 22 de octubre de 2017   | Antalya   | Arcilla    | Domagoj Biljesko       | Riccardo Bonadio Federico Maccari  | 7–6(7–5), 4–6, [10–3] |
| 3.  | 29 de octubre de 2017   | Antalya   | Arcilla    | Domagoj Biljesko       | Alexander Boborykin Timur Kiyamov  | 6–3, 6–4              |
| 4.  | 26 de noviembre de 2017 | Curicó    | Arcilla    | Matías Franco Descotte | Mariano Kestelboim Matías Zukas    | 6–2, 6–3              |
| 5.  | 2 de junio de 2019      | M25 Bacău | Arcilla    | Juan Pablo Varillas    | Alexander Merino Manuel Peña López | 7–6(7–5), 7–6(7–4)    |

## Clasificación histórica
| Torneo                      | 2019  | 2020  | 2021  | 2022  | 2023 | 2024  | Títulos | G–P   | Porcentaje |
| --------------------------- | ----- | ----- | ----- | ----- | ---- | ----- | ------- | ----- | ---------- |
| Torneos de Grand Slam       |       |       |       |       |      |       |         |       |            |
| Abierto de Australia        | A     | 2R    | Q1    | 1R    | Q2   | 1R    | 0       | 1-3   | 25%        |
| Roland Garros               | A     | A     | Q3    | A     | Q3   | 1R    | 0       | 0-1   | 0%         |
| Wimbledon                   | A     | ND    | Q2    | 2R    | Q1   | 3R    | 0       | 3-2   | 60%        |
| Abierto de los EE. UU.      | A     | A     | Q1    | 2R    | Q1   | 1R    | 0       | 1-2   | 33%        |
| Ganado-Perdido              | 0-0   | 1-1   | 0-0   | 2-3   | 0-0  | 2-4   | 0       | 5-8   | 40%        |
| ATP World Tour Masters 1000 |       |       |       |       |      |       |         |       |            |
| Indian Wells                | A     | ND    | 2R    | A     | 4R   | 2R    | 0       | 5-3   | 62%        |
| Miami                       | A     | ND    | 1R    | A     | Q2   | 2R    | 0       | 1-2   | 33%        |
| Montecarlo                  | A     | ND    | A     | A     | A    | 2R    | 0       | 1-1   | 50%        |
| Madrid                      | A     | ND    | A     | Q2    | A    | 1R    | 0       | 0-1   | 0%         |
| Roma                        | A     | A     | A     | A     | A    | SF    | 0       | 4-1   | 0%         |
| Toronto / Montreal          | A     | ND    | A     | A     | A    |       | 0       | 0-0   | 0%         |
| Cincinnati                  | A     | A     | A     | A     | A    |       | 0       | 0-0   | 0%         |
| Shanghái                    | A     | ND    | ND    | ND    | A    |       | 0       | 0-0   | 0%         |
| París                       | A     | A     | A     | A     | A    |       | 0       | 0-0   | 0%         |
| Ganado-Perdido              | 0-0   | 0-0   | 1-2   | 0-0   | 3-1  | 7-5   | 0       | 11-8  | 57%        |
| ATP World Tour 500          |       |       |       |       |      |       |         |       |            |
| Ganado-Perdido              | 0-0   | 0-0   | 0-1   | 0-0   | 0-0  | 0-1   | 0       | 0-2   | 0%         |
| ATP World Tour 250          |       |       |       |       |      |       |         |       |            |
| Ganado-Perdido              | 0-0   | 1-1   | 1-1   | 12-10 | 0-3  | 10-3  | 1       | 24-18 | 57%        |
| Representación nacional     |       |       |       |       |      |       |         |       |            |
| Copa Davis                  | RR    | PO    | GM1   | GM1   | RR   |       | 0       | 5-3   | 62%        |
| ATP Cup                     | ND    | RR    | A     | RR    | ND   | ND    | 0       | 1-2   | 33%        |
| Ganado-Perdido              | 0-0   | 1-1   | 0-0   | 3-3   | 0-1  | 2-0   | 0       | 6-5   | 54%        |
| Total G-P                   | 0-0   | 3-3   | 2-4   | 17-16 | 3-5  | 19-11 | 0       | 44-39 | 53%        |
| Porcentaje                  | 0%    | 50%   | 33%   | 52%   | 38%  | 63%   | -       | -     | -          |
| Ranking                     | 208.º | 169.º | 139.º | 100.º | 85.º |       | -       | -     | -          |

Actualizado al 27 de mayo de 2024

## Récord ATP frente a tenistas Top 30
Actualizado al 10 de abril de 2025
| Nacimiento | Rival                   | Clasificación | Victorias | Derrotas | Total | Porcentaje |
| ---------- | ----------------------- | ------------- | --------- | -------- | ----- | ---------- |
| 1987       | Novak Djokovic          | 1             | 2         | 0        | 2     | 100%       |
| 2003       | Carlos Alcaraz          | 1             | 0         | 1        | 1     | 0%         |
| 2001       | Jannik Sinner           | 1             | 0         | 1        | 1     | 0%         |
| 1998       | Casper Ruud             | 2             | 0         | 2        | 2     | 0%         |
| 1997       | Alexander Zverev        | 2             | 0         | 1        | 1     | 0%         |
| 1985       | Stan Wawrinka           | 3             | 1         | 0        | 1     | 100%       |
| 1988       | Marin Čilić             | 3             | 1         | 0        | 1     | 100%       |
| 1991       | Grigor Dimitrov         | 3             | 0         | 3        | 3     | 0%         |
| 1998       | Stefanos Tsitsipas      | 3             | 0         | 1        | 1     | 0%         |
| 2003       | Holger Rune             | 4             | 0         | 1        | 1     | 0%         |
| 1997       | Taylor Fritz            | 4             | 0         | 2        | 2     | 0%         |
| 1986       | Gael Monfils            | 6             | 1         | 0        | 1     | 100%       |
| 1996       | Matteo Berrettini       | 6             | 0         | 2        | 2     | 0%         |
| 1990       | David Goffin            | 7             | 0         | 1        | 1     | 0%         |
| 1985       | John Isner              | 8             | 0         | 1        | 1     | 0%         |
| 1992       | Diego Schwartzman       | 8             | 1         | 0        | 1     | 100%       |
| 1996       | Karen Khachanov         | 8             | 1         | 1        | 2     | 50%        |
| 1997       | Tommy Paul              | 9             | 0         | 1        | 1     | 0%         |
| 1991       | Pablo Carreño           | 10            | 0         | 1        | 1     | 0%         |
| 1998       | Frances Tiafoe          | 10            | 1         | 1        | 2     | 50%        |
| 1993       | Aslán Karátsev          | 14            | 0         | 1        | 1     | 0%         |
| 1988       | Albert Ramos            | 17            | 0         | 1        | 1     | 0%         |
| 1996       | Christian Garín         | 17            | 2         | 1        | 3     | 67%        |
| 2000       | Sebastián Báez          | 18            | 1         | 2        | 3     | 33%        |
| 1998       | Francisco Cerúndolo     | 18            | 1         | 0        | 1     | 100%       |
| 1990       | Dan Evans               | 21            | 1         | 0        | 1     | 100%       |
| 1999       | Alejandro Davidovich    | 21            | 1         | 0        | 1     | 100%       |
| 1995       | Lorenzo Sonego          | 21            | 1         | 1        | 2     | 50%        |
| 1989       | Steve Johnson           | 21            | 1         | 0        | 1     | 100%       |
| 1995       | Botic van de Zandschulp | 22            | 1         | 0        | 1     | 100%       |
| 1999       | Alexei Popyrin          | 22            | 0         | 1        | 1     | 0%         |
| 1990       | Dusan Lajovic           | 23            | 1         | 0        | 1     | 100%       |
| 2002       | Flavio Cobolli          | 24            | 1         | 1        | 2     | 50%        |
| 1994       | Jordan Thompson         | 26            | 1         | 0        | 1     | 100%       |
| 1992       | Filip Krajinović        | 26            | 0         | 1        | 1     | 0%         |
| 1995       | Laslo Djere             | 27            | 1         | 1        | 2     | 50%        |
| 1999       | Miomir Kecmanović       | 27            | 1         | 1        | 2     | 50%        |
| 1997       | Nuno Borges             | 30            | 1         | 0        | 1     | 100%       |

## Clasificación de la ATP
Considerando el final de la temporada.
| Año                     | 2015 | 2016 | 2017 | 2018 | 2019 | 2020 | 2021 | 2022 | 2023 | 2024 |
| Ranking en individuales | 1216 | 765  | 687  | 684  | 208  | 169  | 139  | 100  | 85   | 23   |